# 咽喉

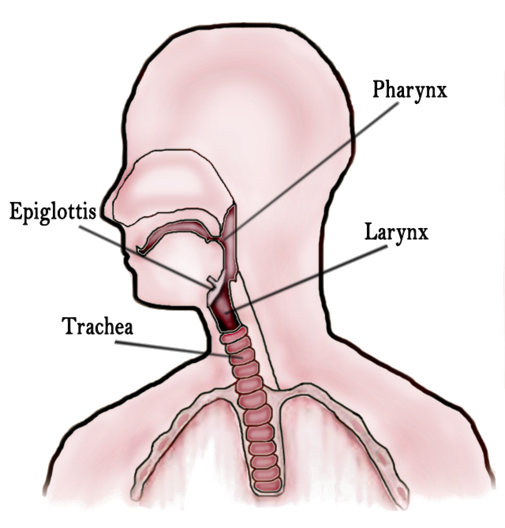
人間の咽喉
＊Pharynx：咽頭
＊Epiglottis：喉頭蓋
＊Larynx：喉頭
＊Trachea：気管

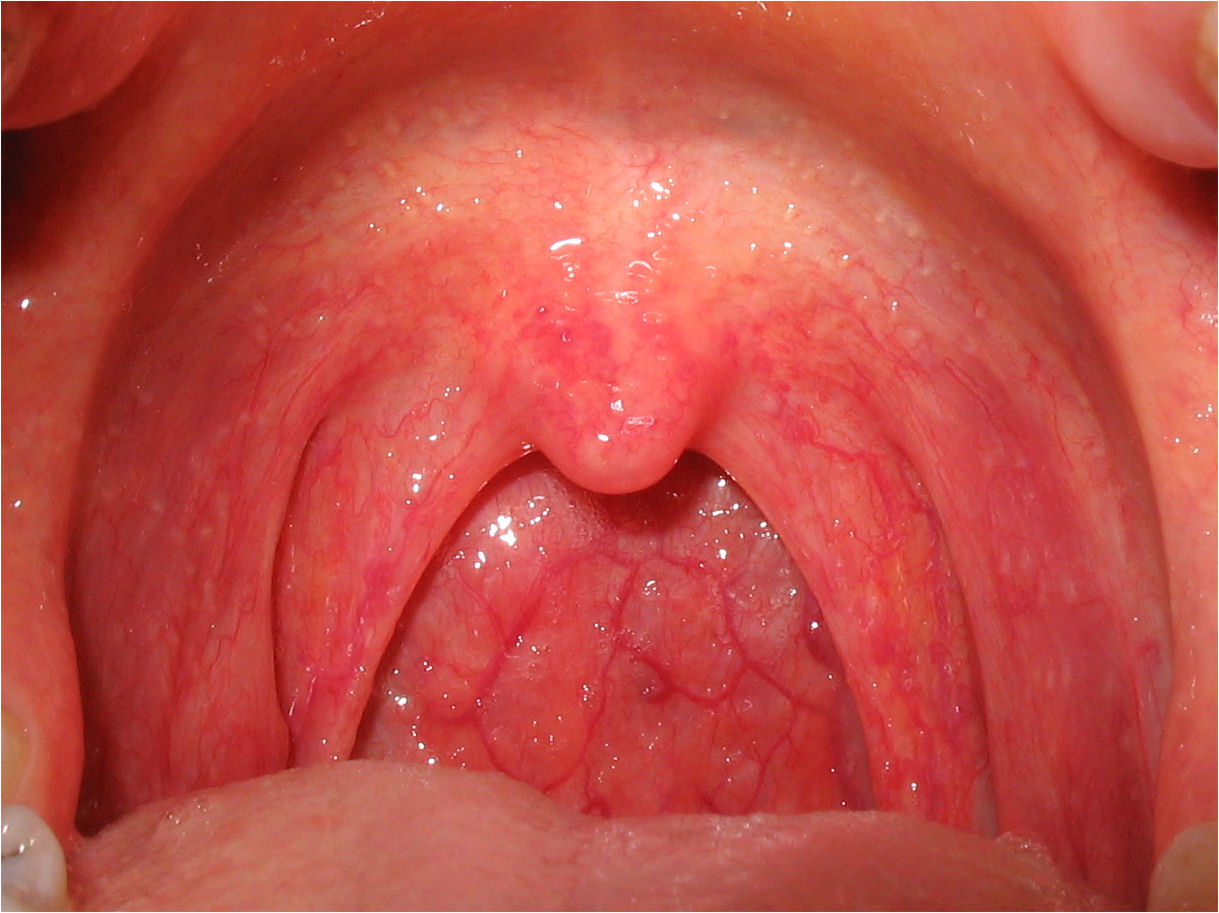
炎症を起こしている喉。

咽喉（いんこう）は、首の一部であり、頸椎の前方にある。内部は咽頭と喉頭から構成され、口の奥、食道と気管の上にある。咽喉の重要な特徴として、食道と気管を分け、食物が気管に入るのを防ぐ喉頭蓋がある。
咽喉には、咽頭と喉頭のほかにさまざまな血管と筋肉がある。哺乳類の咽喉にある骨は、舌骨と鎖骨だけである。

## 「のど」の用法
日本語ののど、喉は、咽喉、咽頭、喉頭を指すほかに、「のど自慢」のように歌声の意味でも用いられる。また、本を綴じる部分（本#冊子本の構造を参照）の意味もある。